# 미스터 빌리: 하일랜드의 수호자
미스터 빌리: 하일랜드의 수호자(Sir Billi)는 2012년 공개된 스코틀랜드의 애니메이션 영화이다.

## 줄거리
스코틀랜드 고지대를 배경으로, 수의사이자 은퇴한 노인인 빌리 경은 자신의 친구인 염소 고든과 함께 살고 있다. 어느 날, 스코틀랜드 정부의 명령으로 불법이 된 비버들이 노르웨이로 이송되는 과정에서 사고가 발생하고, 비버 한 마리인 베시 부가 도망치게 된다. 베시 부는 토끼 가족에게 입양되지만, 부패한 경찰관인 맥켄지가 그녀를 집요하게 쫓는다.
5년 후, 베시 부와 토끼 가족은 썰매 경주를 하던 중 사고를 당하고, 빌리 경은 이들을 구하기 위해 나선다. 마을 사람들과 함께 베시 부를 찾던 빌리 경은 맥켄지의 정체를 의심하게 된다. 우여곡절 끝에 빌리 경 일행은 베시 부의 어머니를 구하고, 댐으로 향하던 베시 부와 그녀의 형제인 위 데이브를 발견한다. 빌리 경은 댐의 터빈을 멈추게 하고 위 데이브를 구출하지만, 베시 부는 놓치고 만다. 고든이 베시 부를 잡으려다 강에 빠지게 되고, 빌리 경은 구조대를 조직하여 고든을 구출한다.
이 과정에서 빌리 경의 딸인 레이디 세레나는 베시 부를 잠수함 조종사에게 넘기지만, 맥켄지가 베시 부를 빼앗아 도망친다. 빌리 경은 자신의 애스턴 마틴과 스케이트보드를 타고 맥켄지를 추격하며 격렬한 추격전을 벌인다. 결국 군사 기지 앞에서 맥켄지는 경찰에 체포되고, 빌리 경은 베시 부를 가족에게 돌려보내겠다고 약속한다. 마을 사람들은 축제를 열고, 베시 부는 다시 가족과 재회한다. 빌리 경은 그의 연인 토니 터너와 함께 달빛 아래로 사라진다.

## 출연

### 주연
- 숀 코네리
- 알란 커밍
- 크리스 자이 알렉스
- 존 아마빌

### 조연
- 패트릭 도일
- 키에론 엘리어트
- 포드 키에넌
- 미리암 마고리스
- 알렉스 노튼
- 바바라 래퍼티
- 에이미 색코
- 래리 설리반
- 루비 왁스

## 기타
- 주제가: 셜리 바세이